# Gādavī
Gādavī (persiska: گادوی, گادوئی) är en ort i Iran.   Den ligger i provinsen Bushehr, i den centrala delen av landet, 800 km söder om huvudstaden Teheran. Gādavī ligger 47 meter över havet och antalet invånare är 185.
Terrängen runt Gādavī är platt västerut, men österut är den kuperad.Runt Gādavī är det ganska glesbefolkat, med 38 invånare per kvadratkilometer. Närmaste större samhälle är Ahram, 3,9 km nordost om Gādavī. Trakten runt Gādavī är ofruktbar med lite eller ingen växtlighet.